# Armour and Company
Armour & Company — також відома як Armour Hot Dogs Co. через її найвідомішу торгову марку — американська бойня і м'ясоупаковочна компанія, заснована в Чикаго в 1867 році братами Армор, під керівництвом Філіпа Данфорта Армора. До 1880 року компанія стала найбільшою компанією міста Чикаго і сприяла перетворенню міста на світовий центр м'ясної промисловості. У 1980-х роках компанія була розділена на підрозділ упаковки свіжого м'яса та підрозділ охолодженої м'ясної продукції, які сьогодні належать різним власникам. Перший підрозділ (який також виробляє м'ясні консерви) належить компанії «Pinnacle Foods», у свою чергу підрозділу «Blackstone Group»; підрозділ охолодженої продукції належить компанії «Smithfield Foods». Торгова марка для використання у фармацевтичній промисловості належить «Forest Laboratories».